# 胡伟 (1962年)
胡伟（1962年1月—），男，浙江德清人，中华人民共和国政治人物。

## 生平
1982年8月参加工作，1984年3月加入中国共产党。杭州大学历史系历史专业毕业，中国社会科学院研究生院社会学系应用社会学专业毕业，在职研究生学历，法学博士。
历任共青团湖州市委员会书记，中共安吉县委副书记、纪委书记、副县长、代理县长、县长、县委书记，共青团中央宣传部副部长、统战部部长、全国青联秘书长，共青团中央书记处书记、全国青联常务副主席，新疆维吾尔自治区人民政府副主席等职。2010年12月，任新疆维吾尔自治区党委常委、宣传部部长。
2013年6月，任海关总署副署长、政治部主任、党组成员。2022年3月輪換時，免去职务。